# جروم (پنسیلوانیا)
جروم (به انگلیسی: Jerome) یک منطقهٔ مسکونی در ایالات متحده آمریکا است که در شهرستان سامرست، پنسیلوانیا واقع شده‌است. جروم ۶٫۸ کیلومتر مربع مساحت و ۷۷۹ نفر جمعیت دارد.